# Шпаньи, Миклош
Ми́клош Шпа́ньи (венг. Spányi Miklós; 2 мая 1962 года, Будапешт) — венгерский пианист и органист, специалист по историческому исполнительству на инструментах XVIII века.

## Биография
Окончил Будапештскую академию музыки у Ференца Гергея (орган) и Яноша Шебештьена (клавесин), затем учился в Антверпенской консерватории у Йоса ван Иммерсела и в Мюнхене у Хедвиг Бильграм. Победитель международных конкурсов клавесинистов в Нанте (1984) и Париже (1987).
Возглавлял венгерский барочный оркестр Concerto Armonico.
В конце 1980-х — начале 1990-х гг. записал несколько дисков с органной музыкой Иоганна Себастьяна Баха. Затем обратил преимущественное внимание на произведения Карла Филиппа Эммануэля Баха и с 1995 г. приступил к записи полного собрания клавирных сочинений этого композитора (к настоящему времени вышло около 30 дисков); подготовил ряд нотных изданий К. Ф. Э. Баха. Многие записи и концерты Шпаньи проходят с использованием редких клавишных инструментов конца XVIII века, переходных от клавесина к фортепиано, — в частности, клавикорда и тангентенфлюгеля.
В октябре 2009 г. Шпаньи выступил с сольным концертом в Москве в Камерном зале Московского международного Дома музыки на органе-позитиве.
В 1990—2012 гг. преподавал в Консерватории Оулу и Академии Сибелиуса (Финляндия), даёт мастер-классы в Нидерландах, Бельгии, Германии, Швейцарии, Франции, Португалии, Венгрии и Финляндии.